# Кресты (Чернский район)
Кресты — деревня в Чернском районе Тульской области России.
В рамках административно-территориального устройства является центром Крестовской сельской администрации Чернского района, в рамках организации местного самоуправления входит в сельское поселение Северное.

## География
Расположена в 92 км к юго-западу от областного центра и в 5 км к северо-западу от райцентра, пгт Чернь.

## Население
| 2002 | 2010 |
| ---- | ---- |
| 348  | ↘326 |

Население — 326 чел. (2010).